# عدسات لاصقة بيونية

صورة لخريطة إلكترونية لعدسة لاصقة بيونية

يجري حاليًا تطوير عدسات لاصقة بيونية لتوفير شاشة عرض افتراضية يمكن استخدامها في مجموعة متنوعة من الاستعمالات بدءًا من مساعدة ضعاف البصر وصولاً إلى صناعة ألعاب الفيديو. وسوف تكون هذه العدسات على شكل العدسات اللاصقة التقليدية مع تزويدها بالتكنولوجيا البيونية. وبعد الانتهاء من تطويرها، فستكون العدسة مزودة بدوائر إلكترونية وظيفية ومصابيح للأشعة تحت الحمراء لتكوين شاشة عرض افتراضية
وقد نُقل عن باباك بارفيز (Babak Parviz)، وهو أستاذ مساعد في قسم الهندسة الكهربائية بـ جامعة واشنطن، قوله «عند النظر من خلال هذه العدسات بعد اكتمال تطويرها، سوف ترى الأشياء التي تولدها شاشة العرض بشكل متراكب مع العالم الخارجي.»

## التصنيع
تتطلب العدسات مواد عضوية آمنة من الناحية البيولوجية، كما تستخدم مواد غير عضوية لصناعة الدوائر الإلكترونية. ويتم تصنيع الدوائر الإلكترونية من طبقة معدنية يبلغ سُمكها بضعة نانومترات. أما الصمامات الثنائية الباعثة للضوء فلا يزيد عرضها عن ثلث ملليمتر. ويتم رش مسحوق رمادي على العدسة. بعد ذلك، يتم استخدام تقنية تعرف باسم التصنيع الدقيق أو «التجميع الذاتي» لتشكيل كل مكون من المكونات بالغة الصغر. وتعمل القوى الشعرية على جذب الأجزاء إلى موضعها النهائي.

## التطوير
قام هارفي هو، طالب دراسات عليا سابق من طلاب بارفيز كان يعمل لدى مختبرات سانديا الوطنية في ليفرمور بولاية كاليفورنيا، بتقديم النتائج في يناير 2008 أثناء المؤتمر الدولي لمعهد المهندسين الكهربائيين ومهندسي الإلكترونيات حول النظم الكهروميكانيكية الصغرى (أو علم تصميم أجهزة الإنسان الآلي الدقيقة) في توكسون، أريزونا. ومن المتوقع أن تتمتع العدسة بمزيد من الخواص الإلكترونية والقدرات التي تتيح رؤية المناطق التي لا تستطيع العين رؤيتها. ومن المتوقع إدراج الاتصالات اللاسلكية ونقل الطاقة عبر ترددات الراديو والخلايا الشمسية في عمليات التطوير المستقبلية.
وقد جرت أولى محاولات زرع دائرة كهربائية في عدسة لاصقة في إطار البحث المختبري لمهندس السكك الحديدية الإنجليزي إيريك بوث (Eric Booth)، الذي قام بتجربة تطبيق دوائر الترانزيستور في العدسات اللاصقة الصلبة في أواخر السبعينيات.

## النموذج الأولي والاختبار
في عام 2011، ابتكر العلماء نموذجًا أوليًا باستخدام هوائي لاسلكي وشاشة عرض أحادية البكسل وقاموا باختباره بنجاح.
وأثبتت النماذج الأولية السابقة أنه من الممكن تصميم عدسات إلكترونية آمنة من الناحية البيولوجية لا تعيق رؤية الشخص. كما قام المهندسون باختبار العدسات تامة الصنع على الأرانب لمدة تصل إلى 20 دقيقة ولم تظهر أية مشكلات على هذه الحيوانات.